# Arthur Foehl
Arthur Otto Foehl, Jr. (* 1900 oder 1901; † 18. Januar 1948 in Singapur) war ein Zoologe und Wildtier-Sammler.
Seine Eltern betrieben das Restaurant im Philadelphia Zoo. Ab dem Alter von sieben Jahren besuchte er täglich den Zoo, half bei der Fütterung und wurde Zoo-Enthusiast.
Er lebte lange in West Philadelphia. Er war bekannt für seine Sammlung von Reptilien und Amphibien. Die deutschen Händler hatten 1918 mit dem Verlust der Kolonien und ihrer speziellen Transportschiffe ihre Hegemonie verloren. Nachdem Foehl im Sommer 1927 einige europäische Eidechsen (Lacerta) ausbüxen ließ, vermehrten diese sich unter amerikanischen Eisenbahngleisen.
Er zog um nach Williamstown (New Jersey), wo er hinter seinem Haus eine 9 Acre große Menagerie hielt.
Mit seiner Frau Marie hatte er neben der Tochter Betty Jane eine weitere früh verstorbene Tochter. Als Pflegekind nahmen sie die aus Holland stammende Genevieve Cuprys (* 1925Jenny, Jean Armstrong) auf, deren Mutter verstorben war.
Nachdem er 23 Jahre als Händler gearbeitet hatte, sammelte er ab etwa 1938 Tiere für die Louis Ruhe, Inc. in New York.
Im Herbst 1946 nahm er seine Pflegetochter anlässlich ihres 21. Geburtstags mit nach Afrika und Indien. Überschwemmungen, Zugentgleisungen und der Bürgerkrieg zwischen Moslems und Hindus begleiteten die Reise. Nach sechs Monaten kamen sie mit zwei Elefanten, 1500 Vögeln, 300 Affen und einer Anzahl von Pythons und Kobras nach New York zurück.
Anfang 1948 wollte er nach Malaysia, Java und Australien reisen, um Orang-Utans zu fangen. Wegen akuter Pankreatitis wurde er im Singapore Central Hospital operiert und verstarb kurz darauf.
Seine Pflegetochter, der er aus Malaysia noch einen Brief geschickt hatte, trat einen Monat nach seinem Tod in seine Fußstapfen, wurde animal scout bei Henry Trefflich und reiste nach Borneo – wollte aber bald schon nicht mehr Jungle Jenny genannt werden.

## Veröffentlichungen
- Once in a lifetime. In: Nature Magazine.